# براندون جونز (سائق سباق)
براندون جونز (بالإنجليزية: Brandon Jones)‏ هو سائق سباق أمريكي، ولد في 18 فبراير 1997 في أتلانتا في الولايات المتحدة.

## وصلات خارجية
- براندون جونز على موقع Racing-Reference.info (الإنجليزية)
- براندون جونز على موقع DriverDB.com (الإنجليزية)